# モー・イ・ラーナ
モー・イ・ラーナ（ノルウェー語: Mo i Rana）は、ノルウェーのヌールラン県にある町。ラーナ市の中心地区である。北極圏の南のヘルゲランに位置し、北にボスモエンとイッテレン、東にセルフォシュの村がある。
同じヌールラン県のモーシェーンなど、ほかの「モー～」地名と区別するためこのようにいうが、地元では単にモーと呼ばれる。住所は1999年に Mo 8600 から Mo i Rana 8600 に変更された。モ・イ・ラナやモ・イ・ラーナとも表記される。
面積は13.32平方キロで、人口は1万8141人（2011年）、人口密度は1平方キロあたり1362人である。ヘルゲランで最大、県内でもボードーに次ぐ第二の街である。

## 地名の由来
頭の Mo は市街の近くにあった農場に由来する。農場の名は古ノルド語で「砂地」あるいは「草地の平原」を意味する Móar が転じたものである。Rana は古ノルド語で「速い」という意味だが、これは郊外のランフィヨルドの激しい潮流に関係づけられる。ヘルゲラン地方の通商の中心地であったこの町には鉄器時代に百姓が出現した。

## 歴史

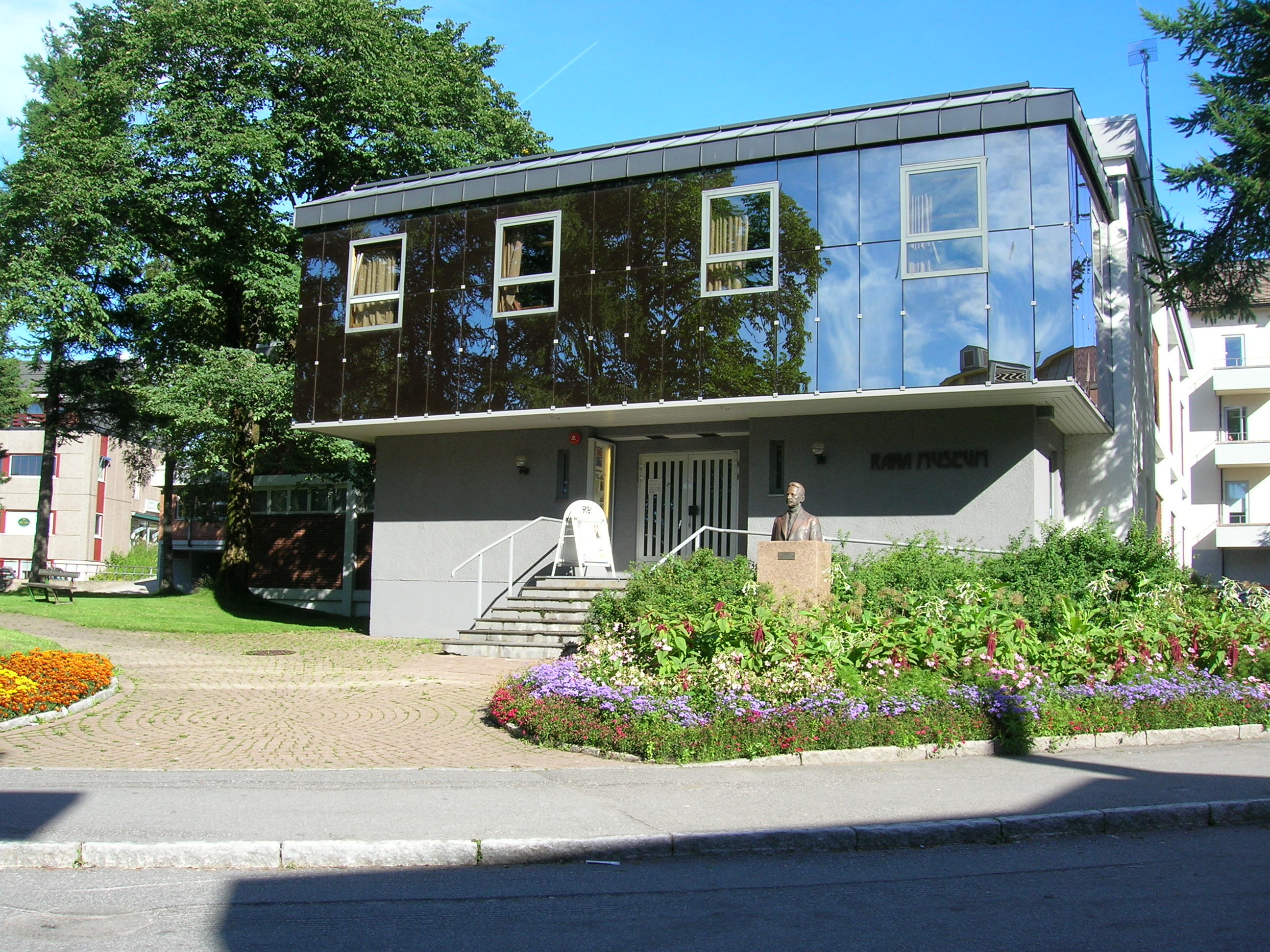
ラーナ博物館

採鉱や舟づくり、狩猟・漁労活動がこの地方の生活手段であった。1730年夏に教会の敷地内でサーミ人の市場が始まり、1810年にかけて続いた。1860年に貿易商のL・A・メイヤーが当局の許可を得て交易所を設け、スウェーデン人と小麦粉、ニシン、タバコ、トナカイの肉、皮、シカなどを取引した。以後スウェーデンとの交易は年々増加した。
市内には発展に不可欠な鉄と水の資源が豊富にあった。ダンバーランド鉄鉱石商会（1902年 - 1947年）は市街の北27kmのストルフォシャイに初の鉱山を開いた。1937年には同じく鉱業でラーナ・グルバーが創業。1946年、ノルウェー初の製鉄所の建設計画が国会を通った。建設予定地はモー・イ・ラーナであった。9年の建設期間を経て製鉄所は1955年に操業を開始し、諸外国にも鉄を輸出するようになった。
モー・イ・ラーナは漁村から求職者が全国からやって来る工業都市に変ぼうした。数千人もの転入者向け住宅建設が急ピッチで進んだ。電気・水道のインフラも整った。人口は1930年にわずか1300人だったのが、1955年には7000人に増えた。1978年には町民2万5000人のうち約4500人が製鉄所の従業員であった。
国会は1988年6月に製鉄所の経営権を放棄した。モー工業団地には製鉄、エンジニアリング、研究開発、ITなど119社が進出し、約1900人の雇用を創出している。
第二次世界大戦の終結から1990年代初頭まで、モー・イ・ラーナは製鉄を中心とした重工業に依存していた。しかしその衰退にともない、いまではサービス業が芽吹いている。

### 行政
1839年、それまでのラーナ市はヌール＝ラーナ市とソール＝ラーナ市に二分された。前者は1844年にモー市 (Mo) に改称され、1923年1月1日にモー町（人口1305人）と農村部から成るヌール＝ラーナ市に分かれた。モー町は1964年1月1日にヌール＝ラーナ市全域とソール＝ラーナ市とネスナ市の各一部を合併し、ラーナ市が誕生した。合併前、モー・イ・ラーナには9616人が住んでいた。

## 地勢
ランフィヨルドの先端、ノルウェーで二番目に大きいスヴァルティーセン氷河があるサルトフェレト山地の南麓に位置する。ラネルヴァ川が町内でフィヨルドに合流する。ラーナ市とサルトフェレト山地には洞窟が多いことで知られる。このうちグロンリグロッタとセーテルグロッタの2つは一般に開放されている。北に80kmほど行けばそこは北極圏である。
気候はケッペンの気候区分の亜寒帯気候 (Dfc) で、長く寒い冬と短く涼しい夏が特徴である。メキシコ湾流の延長線上にあるノルウェー海流が沿岸を北に流れる。海流の影響で冬はそれほど厳しくないが、それでも外海沿いに比べるとやや寒い。天候はすぐ変わるため予測が難しい。高緯度に位置することから、夏と冬の日照時間の差が大きい。冬にはオーロラがみられる。オーロラにはビーム型、アーチ型、垂れ幕型などがあり、色も白みがかった緑から濃い赤まで幅広い。
7月から8月が一年でもっとも気温が高い。7月の平均気温は13.2度だが、これは1961年から1990年までの観測記録に基づいているため、近年はこれよりも高くなっている可能性がある。この間に二、三度、日中の最高気温が20度台になる時期があり、ときに30度を突破することもある。このころの気温は夜間も20度を上回る。地元ではこの現象をトロペナト (tropenatt) と呼ぶ。
9月に秋が始まる。樹木は10月に落葉し、花々も姿を消す。11月には川が凍結し始め、辺りは銀世界になる。トウヒだけは冬も緑をたたえる。高緯度のため太陽は一日数時間しか見られず、日光の暖房も期待できない。12月に太陽は山岳にはばまれ、まったく現れなくなる。冬にも3日から7日続く厳冬期が二、三度あり、気温はマイナス30度にまで落ち込む。年間降水量は1400ミリである。

## 経済
1946年に設立され、国に鉄を納め続けたノルウェー製鉄（A/Sノシュク・イェンヴェルク）は1988年に分割民営化された。町の発展はこの製鉄所とともにあった。国内最大級の工業団地であるモー工業団地も約1900人の雇用を生み出しており、地域社会に大きな影響をおよぼしている。このほかノルウェー国立図書館の分館やヘルゲランズクラフトの地域熱供給施設、ノルウェー放送協会 (NRK) の支局がある。地域紙に「ラーナ・ブラズ」紙、ラジオ局に「ラジオ3ラーナ」がある。

## 交通
市街の北10kmのロスヴォル村に短距離空港網の一翼をなすモー・イ・ラーナ空港がある。鉄道ではトロンハイム-ボードー間のヌールラン・ラインが通る。欧州ルートE06号が縦断し、町内からスウェーデンまで同E12号が走る。市内と郊外をむすぶ、路線バスのネットワークが存在する。

## 文化

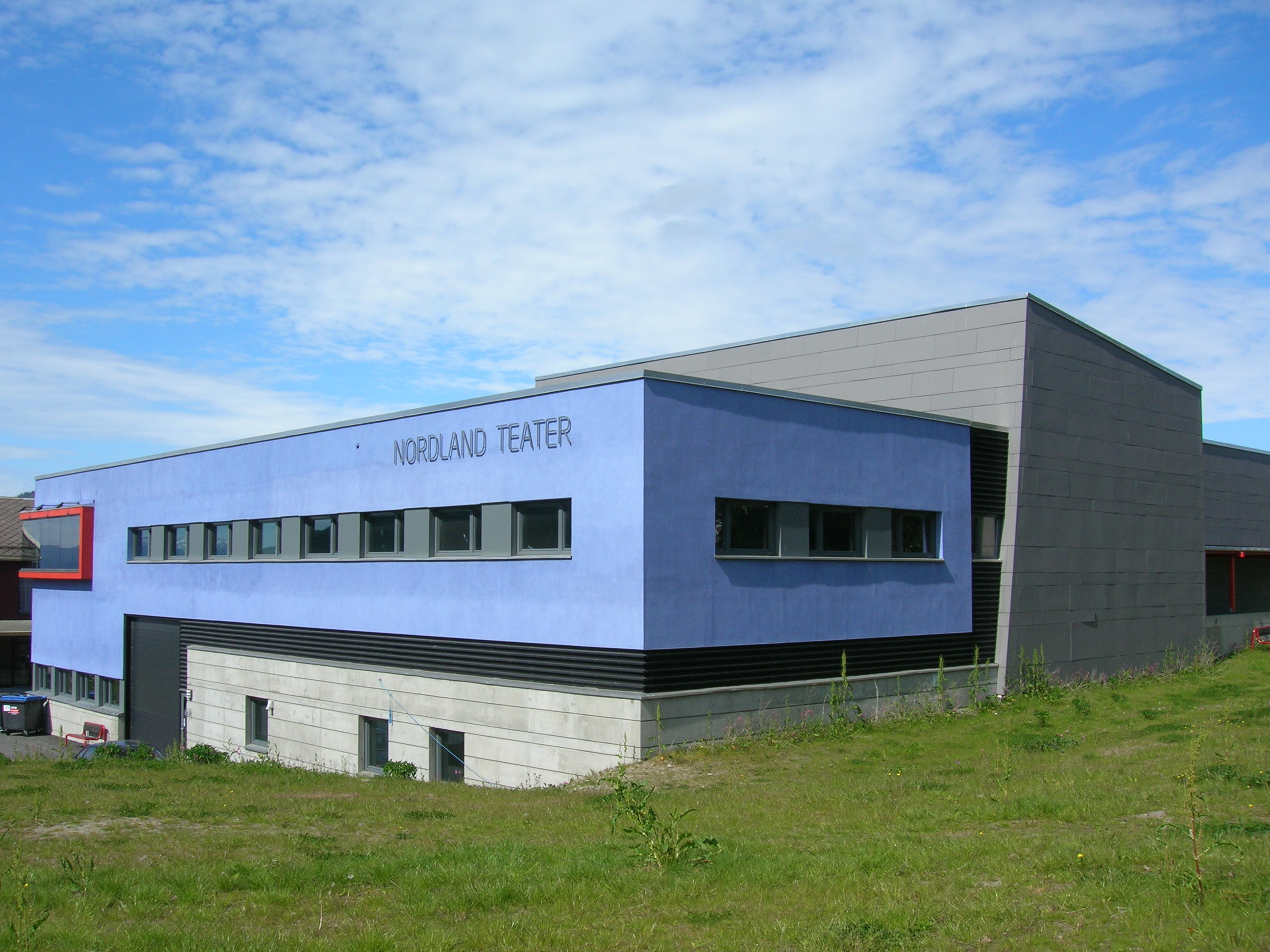
ヌールラン劇場

「アートスケープ・ヌールラン」の一環として1995年、ランフィヨルドに北極圏の花こう岩でできたハヴマン（海男）像が設置された。作者はイギリスの彫刻家アントニー・ゴームリーで、モー・イ・ラーナ市街からも望むことができる。毎年5月にハヴマンダゲーネという祭りが開かれる。劇団「ヌールラン一座」は1979年オープンの三段ステージ劇場を拠点に、ヌールランで巡業を行っている。市中心部にあるヘルゲラン博物館の分館のラーナ博物館では、20世紀の町の日常をテーマにした展示を行っている。8万枚のフォトギャラリーやフォーク音楽のアーカイブもある。館内では1930年ごろの市街のミニチュア模型を見ることができる。旧市街の一角に、地域の動植物をテーマにした自然史博物館（モホルメン）が置かれている。ヌールラン県立図書館も市内にある。市街の北30kmにロードレース場のアークティック・サークル・レースウェイが位置する。

## 教会

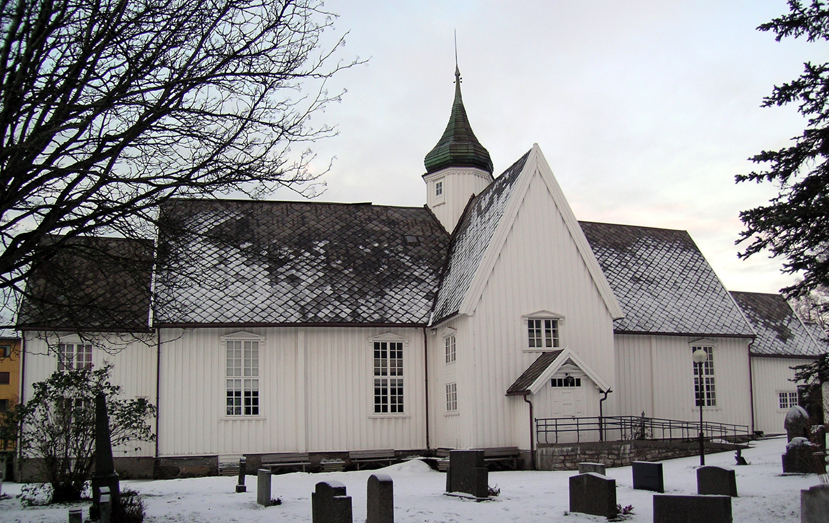
モー教会

町内最古の建築物であるモー教会は1724年に建てられた、400席の木造教会である。サーミ人と労働をともにしたノルウェー人聖職者で宣教師のトマス・ヴォン・ヴェステンのイニシアチブで建立された。教会墓地には第二次世界大戦の犠牲者が眠り、全世界からの訪問者を受け入れている。町のもうひとつの教会、グルーベン教会はモー・イ・ラーナが順調な発展を示していた1965年に建てられた。

## 姉妹都市
- フェアバンクス（アメリカ合衆国、アラスカ州）
- ペトロザヴォーツク（ロシア）
- シェレフテオ（スウェーデン）